# Nasdaq-100
Nasdaq-100 je ameriški delniški indeks. Vključuje 100 največjih podjetij po kapitalizaciji, katerih delnice se trgujejo na borzi NASDAQ. Indeks ne vključuje podjetij v finančnem sektorju.
Podjetja, ki ne ustrezajo več pravilom Nasdaq-100, se v tretjem tednu decembra enkrat letno zamenjajo z novimi podjetji.

## Zgodovina
Zgodovina indeksa se je začela leta 1985, ko sta bila hkrati uvedena dva nova indeksa: NASDAQ-100 in NASDAQ Financial-100. Prvi indeks je vključeval industrijska visokotehnološka podjetja, drugi finančna. Indeksna osnova je bila sprva 250 točk. Leta 1998 so bila v indeks sprejeta tuja podjetja. Sprva so bile zahteve za ta podjetja stroge, leta 2002 pa so bile olajšane.
Najvišji rekord v zgodovini, ki je presegel 4700 točk, je indeks leta 2000 dosegel na valu podjetij pikakom.
Od leta 2021 57 % podjetij NASDAQ-100 predstavljajo tehnološka podjetja. Naslednji največji sektor so storitve z 21,99 %. Zdravstvo predstavlja 7,08 %, podjetja široke potrošnje 6,14 %, industrijska podjetja pa 5,92 %.

## Trgovinski instrumenti, ki temeljijo na NASDAQ-100
Na borzi NASDAQ pod oznako QQQ se trguje sklad, katerega struktura je podobna indeksu NASDAQ-100 in z visoko natančnostjo ponavlja svojo dinamiko.

## Razlike od indeksa NASDAQ Composite
Indeks Nasdaq Composite vključuje delnice vseh podjetij, ki kotirajo na borzi NASDAQ (skupaj več kot 3.000).

## Spremembe leta 2021
21. julija je Honeywell po nakupu družbe AstraZeneca zamenjal družbo Alexion Pharmaceuticals. 26. avgusta bo Crowdstrike zamenjal Maxim Integrated Products, ki ga je kupila družba Analog Devices.